# Nina Petrova

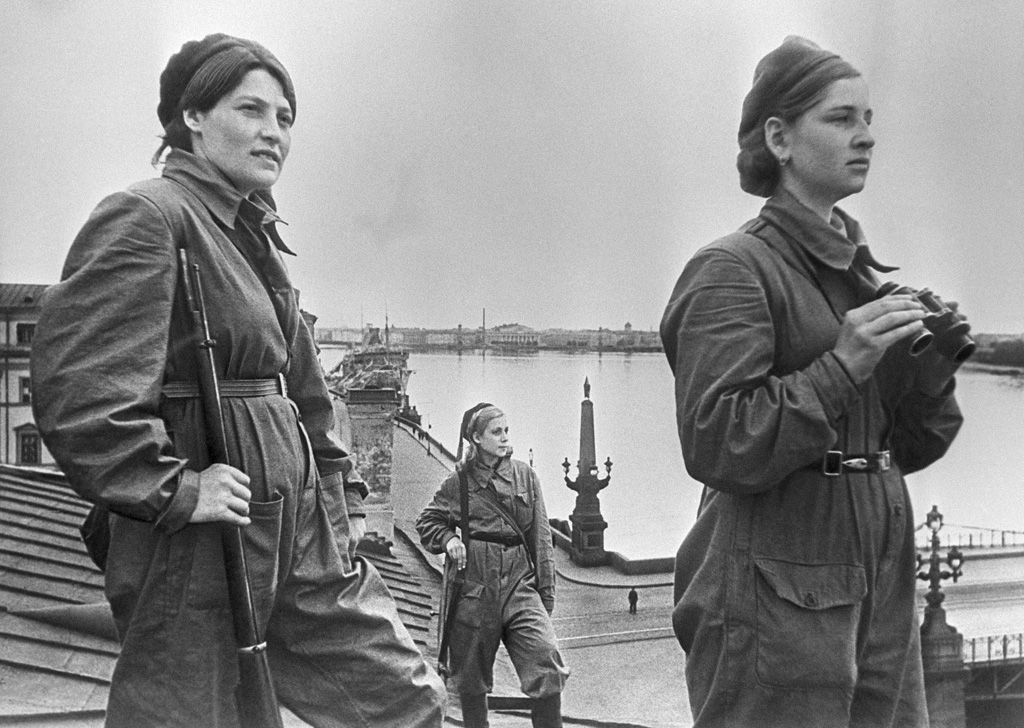
Milicianas soviéticas durante el Sitio de Leningrado

Nina Pávlovna Petrova (en ruso: Ни́на Па́вловна Петро́ва; 15 de juliojul./ 27 de julio de 1893greg. - 1 de mayo de 1945) fue una francotiradora soviética que combatió durante la Segunda Guerra Mundial en las filas del Ejército Rojo donde alcanzó el grado militar de starshiná (suboficial). A Nina se le atribuyen 122 muertes, lo que la convierte en una de las francotiradoras más exitosas de la historia. Recibió póstumamente la Orden de la Gloria de primer grado el 29 de junio de 1945, una de las únicas cuatro mujeres en recibir los tres grados de dicha condecoración.
Combatió en el 1.er Batallón de Fusileros del 284.º Regimiento de Fusileros de la 86.ª División de Fusileros de Tartu (42.º Ejército del Frente de Leningrado; luego en el 67.º Ejército del Segundo Frente Báltico y finalmente en el 2.º Ejército de Choque del Segundo Frente Bielorruso).

## Biografía

### Infancia y juventud
Nina Petrova nació el 27 de julio de 1892, en la localidad de Oranienbaum (actual Lomonósov), distrito de Peterhof, gobernación de San Petersburgo, Imperio ruso. Durante su juventud, su padre murió, dejando a su madre sola para criar a cinco hijos, por lo que después de completar la escuela secundaria, Nina se inscribió en la escuela de oficios y en una escuela comercial. Tres años después (en 1912), la familia se mudó a Vladivostok, donde Nina trabajaba como contadora durante el día y asistía a la escuela por la noche. Más tarde se trasladó a Revel (actual Tallin) donde encontró trabajo como mecanógrafa en un astillero.
Cuando estalló la Revolución de Octubre de 1917, residía en la localidad de Lodéinoye Pole en la gobernación de San Petersburgo donde trabajaba como bibliotecaria, posteriormente trabajó como contable en Golov. En 1927, regresó a la ciudad de Leningrado con su hija Ksenia de diez años. En 1932, se graduó como profesora de educación física. Comenzó a trabajar como instructora de educación física y deportes de tiro en la sociedad deportiva Spartak en Leningrado y participó activamente en varios deportes, como equitación, ciclismo, remo, natación, baloncesto, esquí, hockey y patinaje. De 1934 a 1935 fue capitana del equipo femenino de hockey sobre hielo del Distrito Militar de Leningrado. Después de mejorar sus habilidades de puntería, ingresó en una escuela de francotiradores y se convirtió en instructora certificada de francotiradores. Sólo en 1936 se encargó de la instrucción de 102 francotiradores.

### Segunda Guerra Mundial
Cuando se inició la invasión alemana de la Unión Soviética en junio de 1941, Nina inmediatamente se ofreció como voluntaria para el servicio en el Ejército Rojo, sin embargo, el funcionario encargado de la oficina de reclutamiento, rechazó su solicitud debido a su edad (en ese momento tenía 48 años) y a que tenía familia. Pero unos días después fue admitida en la 4.º División de la Milicia Popular de Leningrado, después ingresó brevemente en un batallón médico. En noviembre de 1941, se trasladó al frente para luchar como francotiradora en el 1.er Batallón de Fusileros del 284.º Regimiento de Fusileros de la 86.ª División de Fusileros de Tartu (42.ª Ejército del Frente de Leningrado), donde ascendió de rango a sargento mayor (starshina). En el sitio de Leningrado entrenó a otros soldados del Ejército Rojo como francotiradores además de participar directamente en combate.
El 16 de enero de 1944, en el pueblo de Zarudiny en el Óblast de Leningrado, eliminó a un oficial de comunicaciones enemigo y a otro soldado. Su posición fue descubierta pero, a pesar del intenso fuego enemigo, logró retirarse a una nueva posición desde donde disparó a tres enemigos más, antes de que fuera nuevamente descubierta y atacada. Entre enero y marzo de 1944 eliminó a veintitrés soldados enemigos y recibió la Orden de la Gloria de tercer grado, el 2 de marzo de 1944 por sus acciones en Leningrado, también recibió la Medalla por el Servicio de Combate y la Medalla por la Defensa de Leningrado.
A principios de agosto de 1944, mientras luchaba en el 67.º Ejército del Tercer Frente Báltico, luchó en una batalla cerca de la estación de tren de Lepassaare (Estonia). Durante esos combates mató a doce soldados enemigos adicionales por lo que recibió la Orden de la Gloria de segundo grado.
En febrero de 1945, mientras luchaba en el 2.° Ejército de Choque integrado en el Segundo Frente Bielorruso en la batalla por el control de Elbing al norte de Polonia, proporcionó cobertura a su unidad atacando posiciones enemigas con fuego de francotirador, matando a treinta y tres soldados enemigos en este enfrentamiento, con lo que alcanzó la marca de cien enemigos eliminados, incluyendo sus victorias en Leningrado, Lepassaare y otras batallas. Por sus acciones en Elbing, fue nominada para recibir la Orden de la Gloria de primer grado.
Por sus acciones en Elbing, el comandante del 2.° Ejército de Choque, Iván Fediúninski firmó un documento en el que decía: «Digna de ser galardonada con la Orden de la Gloria de 1.er grado». Más tarde, en sus memorias tituladas «Levantados por la alarma» (en ruso: Поднятые по тревоге), el general del ejército Iván Fediúninski recordó ese momento:

La conocía personalmente. Nuestro encuentro sucedió de la siguiente manera. Una vez, después de las batallas de Elbing, firmé varias propuestas para condecoraciones. Me llamó especialmente la atención la hoja de premios completada de la francotiradora sargento mayor Petrova, que fue presentado para la Orden de la Gloria de 1.er grado. La lista de premios indicaba que Petrova tenía 52 años. No podía creer lo que veía: ¿tenía más de cincuenta años? Le pregunte al jefe de Estado Mayor: "¿Quizás la mecanógrafa cometió un error tipográfico?" No, no hubo ningún error».

Después de la reunión con el general Fediúninski, Petrova le escribió una carta a su hija:

[...] el día 14 estuve en una recepción de mi gran jefe. Me recibió maravillosamente, me habló de mi trabajo durante tres horas. Almorzamos juntos. Me regaló un reloj de pulsera y un rifle de francotirador con una placa con la inscripción: "Sargento mayor N. P. Petrova del comandante del ejército".

El comandante de su regimiento apreciaba mucho los méritos militares de la francotiradora Petrova. En la lista de premios del 25 de febrero de 1945, señaló:

La camarada Petrova participa en todas las batallas del regimiento; a pesar de su avanzada edad (52 años), es resistente, valiente y aguerrida, el tiempo de pausas entre los combates los aprovecha para mejorar su arte del francotirador y el entrenamiento del personal del regimiento a su arte, para todo el tiempo ha preparado 512 francotiradores.

El 1 de mayo de 1945, cerca de la localidad polaca de Stettin (actual Szczecin) en la oscuridad de la noche, el camión en el que viajaba se precipitó al vacío por un tramo de un puente roto. Fue enterrada en una fosa común junto con otros fallecidos en ese accidente. Unos días antes de su muerte, escribió una carta a su hija en Leningradoː   

Estoy cansada de luchar, cariño, porque es el cuarto año en el frente. Preferiría poner fin a esta maldita guerra y volver a casa. ¡Quiero abrazarte y besar a mi querida nieta! Tal vez vivamos para ver este día feliz. Pronto recibiré la Orden de la Gloria de Primer Grado y, así, esta abuela se convertirá en un “caballero” hecho y derecho».

En total, Nina Petrova mató a ciento veintidós soldados y oficiales enemigos, además, personalmente capturó tres prisioneros y entrenó a unos quinientos doce francotiradores. El rifle de Petrova se exhibe actualmente en el Museo Central de las Fuerzas Armadas de la URSS.
El 29 de junio de 1945, el Presídium del Sóviet Supremo de la Unión Soviética otorgó póstumamente la Orden de la Gloria de primer grado a la starshiná (sargento mayor) Nina Pávlovna Petrova «por el desempeño ejemplar de las asignaciones de mando en las batallas contra los invasores nazis».

## Condecoraciones y honores
- Orden de la Gloria, (3.er grado - 1944; 2.do grado - 1944; 1.er grado - 1945)

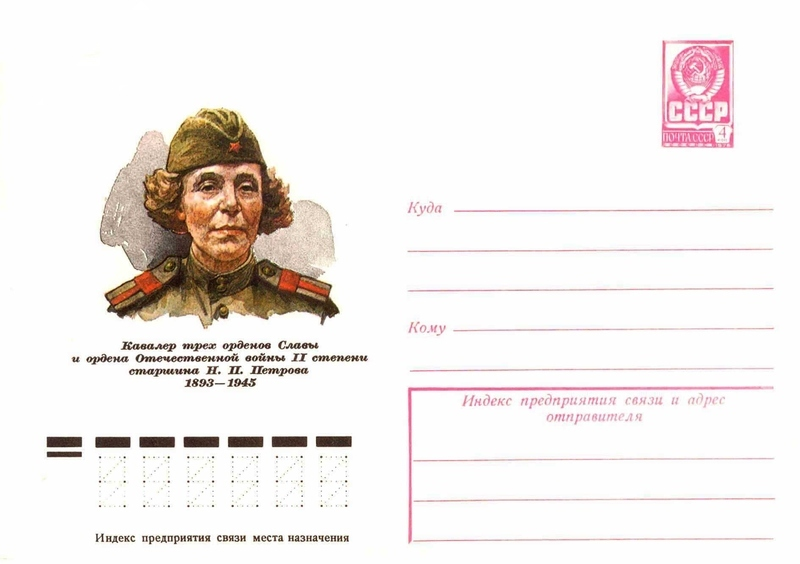
Postal soviética de 1978 de la francotiradora y portadora de la Orden de la Gloria Nina Petrova

- Orden de la Guerra Patria de 2.do grado (2 de abril de 1945)
- Medalla por el Servicio de Combate (11 de abril de 1943)
- Medalla por la Defensa de Leningrado (1943)
- Arma de premio: un rifle de francotirador personalizado Mosin-Nagant de 7,62 mm mod. 1891/1931 (marzo de 1945)